# 马来西亚—荷兰关系
马来西亚－荷兰关系（英語：Malaysia–Netherlands relations）是指马来西亚与荷兰之间的外交关系。荷兰在吉隆坡设有大使馆，而马来西亚也在海牙设有大使馆。历史上，荷兰曾殖民马六甲，被称为荷属马六甲。
1996年12月2日，时任马来西亚首相马哈迪·莫哈末启程对荷兰进行为期两天的正式访问，前往海牙参加全球专家小组会议。在他访问期间，一家马来西亚公司与荷兰一家工程公司签署了一份谅解备忘录（MOU），计划进行一个工程项目，用于在柔佛州丰盛港填海约364公顷的土地。
2019年9月25日，马哈迪在出席第74届联合国大会期间，与荷兰时任总理马克·吕特举行了双边会议，并致力于在农业领域达成更紧密的合作。

## 外交机构
| 马来西亚联邦 - 海牙（大使馆） | 荷兰王国 - 吉隆坡（大使馆） |